# Castillo de Raseborg
El castillo de Raseborg (en finés: Raaseporin linna) es un castillo medieval erigido en Raseborg, Finlandia. El castillo fue fundado por Bo Jonsson Grip y se piensa que el castillo fue terminado de construir entre 1373 y 1378. Los primeros datos escritos sobre el castillo datan de 1378. Su principal objetivo era proteger los intereses de Suecia en el sur de Finlandia contra la ciudad hanseática de Tallin.